# Chalciope alcyona
Chalciope alcyona är en fjärilsart som beskrevs av Druce 1888. Chalciope alcyona ingår i släktet Chalciope och familjen nattflyn. Inga underarter finns listade i Catalogue of Life.